# Висоцький Олександр Олександрович
Висо́цький Олекса́ндр Олекса́ндрович (нар. 16 червня 1986, Алушта) — український футболіст, колишній воротар ФК «Львів-2».

## Біографія
Вихованець алуштинського футболу, перший тренер — Олександр Литвиненко. До 2008 року виступав на аматорському рівні за джанкойську команду «Наша Ряба». З 2008 року — воротар ФК «Львів». За сезон 2008/09 не зіграв жодного матчу за основну команду в Прем'єр-лізі, провівши 17 матчів у першості серед молодіжних складів.
Згодом перебував у структурі нижчолігових клубів «Гірник» (Кривий Ріг), «Титан» (Армянськ) та «Динамо» (Хмельницький), але за жоден з них не грав.
2014 року після анексії Криму Росією переїхав на півострів, де грав за місцеві аматорські команди, а також у Прем'єр-лізі окупованого Криму за «Рубін» (Ялта).